# خوان مانوئل مارتینز
خوان مانوئل مارتینز (انگلیسی: Juan Manuel Martínez؛ زادهٔ ۲۵ اکتبر ۱۹۸۵) بازیکن فوتبال اهل آرژانتین است.
از باشگاه‌هایی که در آن بازی کرده‌است می‌توان به باشگاه فوتبال کروز آزول، باشگاه ورزشی اتلتیکو جونیور، باشگاه فوتبال بوکا جونیورز، باشگاه فوتبال سانتا فه، باشگاه فوتبال الشباب عربستان سعودی، باشگاه فوتبال ولز سارسفیلد، باشگاه فوتبال کورینتیانس، رئال سالت لیک، و باشگاه فوتبال آرژانتینوس جونیورز اشاره کرد.
وی همچنین در تیم ملی فوتبال آرژانتین بازی کرده‌است.